# El Mirador, Bochil
El Mirador är en ort i Mexiko.   Den ligger i kommunen Bochil och delstaten Chiapas, i den sydöstra delen av landet, 700 km öster om huvudstaden Mexico City. El Mirador ligger 1 273 meter över havet och antalet invånare är 151.
Terrängen runt El Mirador är kuperad åt sydväst, men åt nordost är den bergig. Runt El Mirador är det ganska tätbefolkat, med 116 invånare per kvadratkilometer. Närmaste större samhälle är Bochil, 1,6 km nordost om El Mirador. I omgivningarna runt El Mirador växer huvudsakligen savannskog.